# ドラえもん のび太の宇宙漂流記
- ドラえもん > 大長編ドラえもん > ドラえもん のび太の宇宙漂流記
- ドラえもん > ドラえもんの派生作品 > ドラえもん (1979年のテレビアニメ)  > ドラえもん映画作品 > ドラえもん のび太の宇宙漂流記

『ドラえもん のび太の宇宙漂流記』（ドラえもん のびたのうちゅうひょうりゅうき）は1999年3月6日に公開されたドラえもん映画作品。および、藤子・F・不二雄プロが漫画化し、『月刊コロコロコミック』1998年10月号から1999年3月号に掲載した大長編ドラえもんシリーズの作品。
テレビ朝日開局40周年、映画・テレビ20周年記念作品。大長編シリーズ第19作（まんが版▷映画シリーズ2）。同時上映は『ザ☆ドラえもんズ おかしなお菓子なオカシナナ?』、『のび太の結婚前夜』。
第17回ゴールデングロス賞優秀銀賞受賞作。

## 概要
「マクロスシリーズ」で知られるメカニックデザイナーの宮武一貴とスタジオぬえをスタッフに迎え、主題歌には当時人気だったアイドルグループのSPEEDを起用。また、前作とは違い、ゲストキャラクターの声に芸能人を起用しておらず、声優で固めている。
作品に登場するメカは、主に海の生物をモチーフにしたデザインとなっており、ゲストキャラクターの少年リアンの乗るスタークラブはカニ、戦闘艇のスターノーチラスは古代のオウムガイ、巨大都市宇宙船のマザーシップガイアはこいのぼり、独立軍基地はタコといった具合である。宮武は小学生のときに藤子不二雄の『海の王子』を読んでおり、作中に登場したはやぶさ号を独自で描き直したりしていたという。藤子への恩返しという意味合いもあって、自然とそうなってしまったという。
エンドロールで監督の芝山努直筆の過去20作品（本作品を含む）のプレートが流れる。なお例年の映画では冒頭でのび太が「ドラえも〜ん!」と叫ぶが、今作ではスネ夫とジャイアンが叫ぶ。また長年監修をしてきた楠部大吉郎の最後の作品となった。音楽は前年の『南海大冒険』も手掛けた大江千里に加えて堀井勝美が参加。翌年からは堀井が単独で担当するようになり、テレビアニメ第2作第1期としては最終作となった『のび太のワンニャン時空伝』まで続投した。また、本作よりドルビーデジタル5.1chサラウンドが採用された。
今作ではのび太たちとゲストキャラの友情（ドラえもんとログ、のび太とリアン、しずかとフレイヤ、ジャイアン・スネ夫とゴロゴロ）が描かれている。
大長編ではジャイアンとスネ夫が冒険したいと言い、ドラえもん達がそれに反対するシーンがあるが、映画ではのび太とスネ夫の立場が逆になっており、ジャイアンがのび太の意見に賛同している。さらにジャイアンが「ここで（映画が）終わるのは早すぎる」とメタフィクション発言をしている。
この作品ではのび太が2つ以上のひみつ道具を使って危機を乗り越えるアイディアを出すシーンが描かれている。映画ではマザーシップガイアが小惑星に衝突するのを阻止する際、即対処法を出しており、ドラえもんから「冴えてる」と評されている。
従来の作品は、ドラえもんが故障したり、ポケットを紛失したり、バリアなどによって道具の使用を制御されたりしていたが、この作品では、ひみつ道具がふんだんに使用されており、状況に応じたひみつ道具による機転が利いている。また、オリジナルに創作されたひみつ道具は、宇宙探検すごろくをアレンジした『スタークラッシュゲーム』のみである。
本作もまた、これまでの作品同様に映画と漫画版では省略および変更されたシーンがある。このうち漫画においてジャイアンやゴロゴロたちがリアンの宇宙船内で食事をするシーンが、映画では描かれていないことについて、監督の芝山は「映画に食事シーンを入れられなかったのが残念だった」と語っている。またラストシーンも異なり、映画ではドラえもんとのび太が先生にテストの答案を渡されるところでエンディングとなる。漫画版も『コロコロコミック』掲載時は同様だが、単行本化の際は後日談が描き下ろされ、季節が流れて春になり、学校の裏山でドラえもんとのび太がリアンたちのことを思い出すシーンが描かれて完結する。

## あらすじ
スネ夫に宇宙旅行のチケットを自慢されたのび太たち。しかしあくまで宇宙に行けるのは21世紀になってからであり、ならば今すぐに行けるようにと、のび太はドラえもんに宇宙旅行を頼みに行く。ジャイアンとしずか、そしてスネ夫も一緒にドラえもんに頼む込むも、本当の宇宙など危険過ぎて容易く行けるものではなく、かわりに「スタークラッシュゲーム」という22世紀最新の宇宙探検ゲームで遊ぶことになる。戦闘機に乗り込み、擬似的な宇宙飛行を楽しむ一行だったが、ドラえもん、のび太、しずかはジャイアンとスネ夫に撃墜されてしまい、外に放り出されてしまう。仕方なくドラえもんは今度はおざしき宇宙船を出して宇宙船内の無重力を体験することにするが、のび太のおならを切っ掛けに大騒動が起きてしまい、部屋中の物が宇宙空間に放り出されるかのごとく外に散らばってしまった。
そのころ、UFOに乗ってやってきた謎の一行が地球に降り立つ。彼らは地球の大気、樹木、土などの調査しており、リーダーらしき人物が小さな光を街に送り出していた。一方の野比家ではジャイアンとスネ夫が入ったままスタークラッシュゲームが先ほどの騒動で外に放り出され、ゴミと間違えたのび太のママによって捨てられてしまっていた。のび太とドラえもんは回収に行くも何故か見つからず、おくれカメラで時間を遡って調べると、謎の光がゲームを持ち去り、裏山からUFOに乗って飛び立っていた。行き先も分からないUFOの後を追う手かがりなど無く、途方に暮れる3人だったが、そこにコンペイトウのような石が落ちていた。UFOの落とし物だと考えた3人はそれを手掛かりに宇宙救命ボートで飛び立ち、期せずして本物の宇宙の冒険へと旅立つのだった。
UFOだと思われた宇宙船に追いついた3人だがワープ空間の先はイオン嵐の中であり、宇宙救命ボートが壊れた3人はやむなく宇宙船に乗り移り、スタークラッシュゲームから出ていたジャイアンとスネ夫と再会する。しかし宇宙船の乗組員に見つかり、船倉に閉じ込められてしまった。宇宙船はエンジンを休ませるべく、近くにあった惑星に着陸する。そこで一行はどこでもドアを使えばすぐに帰れることに気付くが、せっかく宇宙に来たのだからこの星だけでも探検しようと宇宙船を抜け出し、巨大怪虫ラウミオンに襲われる。しかもここは凄まじく遠方の宇宙らしくどこでもドアも機能せず、地球に帰るにはあの宇宙船に送ってもらうしかなかった。一行は同じくラウミオンに襲われていた宇宙船を救出し、船長の少年リアン、妖精型宇宙人のフレイヤ、データロボットのログ、岩石のような宇宙人ゴロゴロと和解する。しかし宇宙船のワープ装置は故障しており、通常航法では地球まで1億年以上掛かってしまうと言う。帰る唯一の方法は、「船団」と呼ばれる彼らの拠点に戻り、宇宙船を修理することだった。
300年前、環境破壊で滅亡した惑星ラグナを離れた人々は新たな故郷を求めて宇宙を彷徨ってきた。やがて同じように星を失った人々と合流し、銀河漂流船団が構成されていったという。リアンたちは宇宙少年騎士団と呼ばれる調査団の1チームであり、移住可能な惑星を探して小型宇宙船で様々な星系を調査していたのだが、太陽系に派遣されたことで地球を見つけたのだった。しかし船団は武力による移住を禁じており、リアンも地球を侵略する気など毛頭無く、船団に戻ってすぐにドラえもん一行を地球に帰すことを約束する。
宇宙船は通信機が壊れて船団と連絡もできず、不調のエンジンでは休息の必要もあり、途中でブラックホールにも見舞われたりと、宇宙の旅はなかなか順調には行かなかった。そんな中、エンジンの休息のためにやむなく航路から外れた惑星に降りる。しかし、そこはなんと見慣れた裏山であり、帰り道ではのび太は先生から100点満点の答案を返され、家では両親が怒るどころかご馳走を作って暖かく迎えてくれるなど、正に夢のようだった。しかしそこで、あの裏山で拾った石がのび太の目を覚ます。そこは地球などではなく、両親だと思ったものは怪物だった。ここは訪問者に幸せな幻を見せては獲物として誘き寄せる眩惑の星であり、一行は危うく怪物の餌になりかけるもなんとか宇宙船に戻って脱出する。なまじ希望が見えただけに落胆は大きく、スネ夫が泣き叫び、船内に重い空気が立ち込める。しずかは怪物から助けてくれたフレイヤに礼を言おうとするも、彼女の態度はそっけなかった。
その後、一行は宇宙船墓場に迷い込み、鉱石生命体にエネルギーを吸い取られて身動きが取れなくなってしまうが、謎の勢力によって小惑星内の軍事施設へと連行される。そこにいたのはリアンの父のリーベルトであり、彼は教えに背いて武力で地球を制圧するべく独立軍を組織していたのだった。そしてフレイヤはそのスパイであり、リアンを想うがあまりこれまでも独立軍に情報を流していた他、通信機を壊したり眩惑の星でドラえもん達の救助を妨害したりと様々な工作を行っていたのだ。一行は牢屋に閉じ込められ、リアンはリーベルトの側にいたローブの人物が来てから様子がおかしくなったと語る。その人物の名はアンゴルモア。それを聞いたスネ夫は、ノストラダムスの予言にて地球を滅ぼすと語られる大王の名前だと驚愕する。一行はいよいよ地球の危機を実感し、潜地艦で牢を脱出。良心の呵責に耐えきれず一行の脱出を手助けしたフレイヤを改めて仲間に加え、宇宙船で飛び立つのだった。
予備燃料でなんとか船団に辿り着いた一行は、銀河漂流船団母船ガイアの巨大さに圧倒されつつ中に招かれる。独立軍の地球侵攻に対処するべく評議会の会議に立ち会うも、船団は300年間戦争を経験していないこともあり、話し合いはまとまらない。そこで議長のマズーラの提案により、船団の神であるユグドの樹に教えを乞うことになった。ユグドの樹とは、300年前の惑星ラグナに一本だけ残っていた苗木が巨大な樹木へと成長したものだった。のび太が手にした石はユグドの樹の実である神樹の実であり、持ち主を守る力があったのだ。ユグドの樹の力によりリアンの亡き母の霊体が現れ、独立軍はモアの超能力による洗脳で組織された事と、モアさえ倒せば皆正気に戻ると告げる。母の言葉を受けたリアンは、モアを倒して平和を取り戻すことを決意。ドラえもん一行も地球を守るべく共に戦うことを申し出る。それと同時に独立軍はガイアの制御を奪うべく攻撃を開始する。
独立軍の無人バトルシップが迫る中、リアンら宇宙少年騎士団はそれぞれの宇宙船で戦いに向かう。ドラえもん一行もスタークラッシュゲームの戦闘機で飛び立ち、無数のバトルシップと激しい戦闘を繰り広げる。次第にその物量に押される船団側だったが、ドラえもんたちが基地のコントロールアンテナをネンドロンでドラえもんの顔の形にしてしまった事で、バトルシップは機能不全に陥り全滅する。しかし実は独立軍の基地は移動要塞であり、直接ガイアに接続して制御を乗っ取ろうとする。ドラえもん、のび太、リアン、フレイヤは基地に乗り込み、リーベルトとモアと対峙する。モアはリアンを洗脳しようとしたが神樹の実に阻まれ、リーベルトもリアンの思いを前に洗脳が解け、モアを撃ち倒した。その直後、基地との接続で制御不能になったガイアが独立軍の小惑星への衝突コースを取ってしまう。絶体絶命の状況の中、一行はフエルミラーで量産したビッグライトでひらりマントを巨大化し、ガイアそのものを逸らしてしまうという離れ業で解決する。リアンの宇宙船に戻り、勝利を喜ぶ一行だったが、生きていたモアがフレイヤが集めたガラクタを取り込んで襲い掛かってきた。モアの真の姿は、周囲の物体を取り込んで行動する不定形生物だった。しかしドラえもんにカチンカチンライトを浴びせられて固まり、二度と戻って来れられないようにブラックホールへと放逐された。
マズーラはユグドの樹の下で、改めて平和的移住という教えの遵守と、これからも母なる星を求めて旅を続けていく事を宣言。ドラえもん一行はリアンの宇宙船で地球へと送り届けられ、果てしない宇宙を越えた仲間達との別れを惜しみつつリアンたちは飛び立って行った。一行は懐かしの地球に喜びながら裏山を駆け下り、解散する。帰り道でのび太とドラえもんは、あの眩惑の星と同じように先生から答案を渡される。しかし今度の点数は0点であり、2人は地球に間違いないと歓喜するのだった。

## 舞台
地球から20光年以上離れた宇宙
ドラえもん史上、類を見ないほどの遠方の舞台であり、どこでもドアも機能しない。ワープ航法無しでは地球に辿り着くまで約1億800万年掛かるとされる。イオン嵐（恒星間にできた磁場断層）やブラックホール、怪物の巣食う惑星など危険に満ち溢れており、本編中には人間の住める惑星は地球を除いて一つも登場しない。
ツルーミ系S-56
宇宙空間から見る分には美しい星だが、実際は水一滴無い銅の塊のような惑星。金属の身体を持つラウミオンと言う巨大怪虫が蔓延る危険な星である。他にもアルマジロ型の温厚な金属動物も棲んでいる。
眩惑の星
脳細胞に刺激を与える霧が充満した星。この星を訪れた者は霧によって幻覚症状に陥り、心に抱く願望が幻となって目の前に現れる。そして幸せな気分で油断した所を枯れ木のような化け物に捕食されてしまう。ドラえもんたちの場合、「地球に帰還し、家族と再会する」という思いが幻となった。痛みを受けたり、大きな音を聞くと正気に戻る。なお、本来はロボットには幻覚は効かないはずであり、漫画版ではログにも指摘されているが、ドラえもんは夢をも見られるほどの高性能が仇になって幻の虜となっていた。
宇宙船墓場（スターシップ・セメタリー）
無数の宇宙船の残骸が漂う宙域。エネルギーを吸い取る鉱石生命体が生息しており、ここに入り込んだ宇宙船はエネルギーを吸い取られてスクラップと化してしまう。鉱石生命体は新たなエネルギーを感知するとそちらに引き寄せられ、作中では取り付いたミサイルを爆発させる形で駆除されている。
銀河漂流船団母船・ガイア
銀河漂流船団の母船である超巨大移民船。劇中では単純に「船団」と呼ばれることもある。内部には大都市が広がっており、約1000万人もの人々が暮らしている。元々はリアンの先祖たちが、環境の悪化したラグナ星から脱出するために乗り込んだ宇宙船であり、何百年も宇宙を彷徨ううち、同じように星を失った人々が集まり、それらの宇宙船と結合して超巨大母船となった。名前の由来はギリシャ神話の女神ガイアより。

## 声の出演
- ドラえもん - 大山のぶ代
- のび太 - 小原乃梨子
- しずか - 野村道子
- ジャイアン - たてかべ和也
- スネ夫 - 肝付兼太
- のび太のママ - 千々松幸子
- のび太のパパ - 中庸助
- 先生 - 田中亮一

## ゲストキャラクター

### 宇宙少年騎士団
リアン
声 - 白石冬美
銀河漂流船団から生物の住める星を探すために派遣された宇宙少年騎士団の一人。太陽系に派遣され、地球に降り立った。自然を愛しており、地球の自然に興味を示している。フレイヤいわく、「リアンは植物のことになると目の色が変わる」。リーベルト司令官の息子でもある。当初はドラえもんたちを勝手に船に乗った罪で逮捕するなど高圧的に接していたが、怪物の襲撃から助けられて以降は和解し、彼らを地球に送り返すために尽力する。
ログ
声 - 野沢雅子
宇宙少年騎士団所属のロボット。おもに宇宙船の操縦や修理を行う。ドラえもんの持つ道具に何かと興味を示していた（そのため、不用意に「はいどうたづな」に触れてリアンの乗った金属生物を暴走させてしまった）。同じロボット同士のドラえもんとは気が合う。一方であくびをしたり、幻を見るなどロボットとは思えないことに突っ込みを入れる描写がある。
話すときは基本的に、語尾に「――ビビ」と付ける。ただし冒頭で地球の土を調査している場面では「自然の土がこんなにある」と「ビビ」なしのセリフがあった。なお、これが本編中のログの最初のセリフである。
なお、声を担当した野沢は、1973年に日本テレビ系列で放送された『ドラえもん』で2代目・ドラえもんの声を担当した。
フレイヤ
声 - 荘真由美
妖精を思わせる小さな生物。空を飛べる。リアンのことが好き（本人は「ただの友たち」と言っている）で、彼のためなら何でもするという決意を語るシーンがある。調査材料と称してガラクタを集める癖があり、この行動が物語の発端となる。
実は独立軍に送り込まれたスパイで、道中、通信機を壊したり、宇宙船を誘導したりと工作を行っていた。一時はモアの命令で、独立軍の脅威と成り得るドラえもんたちを始末しようとしたこともあった。しかしこれらの行動は全てリアンのためを思ってのことであり、彼女自身も良心の呵責に耐え切れず、眩惑の星では怪物に食べられそうになったしずかを助けた。最終的には前線基地から脱出する際に独立軍を裏切り、改めて「新しい仲間」としてリアンたちに迎え入れられた。
身体を光らせることができる。遠目には光る何かが飛んでいるようにしか見えない。
キャラクター・デザインは原作者である藤子・F・不二雄が生前、漫画作品用に描いていたとされるイラストを基に起こされた。また、声を担当した荘は、1988年から1996年までフジテレビ系列で放送されていた藤子Fの代表作の1つ『キテレツ大百科』で初代・みよちゃん（野々花みよ子）を担当した。
ゴロゴロ
声 - 玄田哲章
体格が大きく、力持ちの岩石人間めいた生物。「ゴロゴロ」としかしゃべれない（彼の同胞と思われる人物も会議で登場しているが、こちらは言葉を発している）。巨漢同士、ジャイアンとは気が合った。ジャイアンには「ゴロちゃん」と呼ばれる。

### 独立軍
リーベルト司令官
声 - 有本欽隆
銀河漂流船団における独立軍司令官であり、リアンの父。アンゴルモアに心を操られた末「独立軍」を結成する。その高度な技術を背景に強力な宇宙艦隊を組織し、漂流船団と地球の征服を目論んでいた。
独立軍と銀河漂流船団の決戦の際、ドラえもんやリアンたちが基地に乗り込んで来たためにモアからリアンを撃ち殺すように命令を受ける。しかしリアンの父を想う気持ちで洗脳を打ち破り、モアに引導を渡した。なお、映画ではドラえもんを「ドラちゃん」と呼んだ。
アンゴルモア
声 - 内海賢二
リーベルト司令官の側につき、暗躍する謎の人物。主に「モア」と呼ばれる。正体を隠すために全身を布で覆っている。すべての黒幕であり、リーベルトらを洗脳して独立軍を結成させた。
ノストラダムスの予言で語られる、1999年に地球を滅ぼす大王でもある。身体は機械だが、ロボットと呼ぶにはあまりにも粗末な作りである（ジャイアンはこれを「随分簡単なロボット」、スネ夫は「まるで抜け殻みたいだ」と評した）。その正体は不定形の物体で最初から肉体を持っておらず、周囲の物質を取り込んで活動するためである。
ロボットの身体を破壊された後もフレイヤが集めたガラクタを取り込んでドラえもんたちに襲い掛かるが、最後は「カチンカチンライト」で固められ（漫画ではバラバラに砕かれてゴミ箱に収納されたが、映画ではそのまま丸く固められた）、「空飛ぶ荷札宇宙用」によってブラックホールに運ばれていった。その正体は最後まで不明だが、ドラえもんが「みんなの心の奥に潜む悪意の塊」と推測した。
独立軍兵
声 - 大川透

### その他
リアンの母
声 - 伊藤美紀
リーベルトの妻であり、リアンの母。故人。現在はユグドの木に宿っており、リアンにモアの超能力でリーベルトたちが操られていることを告げる。
マズーラ
声 - 渡部猛
銀河漂流船団における評議員議長。ナマズのような外見。
管制官
声 - 中嶋聡彦
幹部
声 - 広瀬正志
評議員
声 - 菅原正志、茶風林、けーすけ
少年
声 - 高戸靖広、遠近孝一

## 用語
ラグナ星
「惑星ラグナ」とも。300年前までは人々が暮らしていたが、発達し過ぎた物質文明が自然の生態系を乱し、植物が枯れ果て、いつしか呼吸装置無しでは出歩けない死の星となってしまった。そのため、人々は新たな故郷となる星を探すべく移民船で宇宙へ飛び立った。
銀河漂流船団
母星を脱出したラグナ星人たちが宇宙を彷徨ううちに、同じように星を失った人々と合流し、構成された船団。新たな故郷となる惑星を探して300年もの間、宇宙を漂流している。「武力による移住は行わない」という教えの下、話し合いによる平和的移住を原則としている。そのため、300年間一度も戦争を経験していない。
宇宙少年騎士団
宇宙船で生まれ育った新世代によって結成された調査団。銀河漂流船団の新たな故郷を見つけるべく、小型宇宙船で各星系を調査している。リアンのチームは地球のある太陽系に派遣された。
独立軍
銀河漂流船団の軍隊の司令官であるリーベルトが、アンゴルモアに心の隙を突かれて操られた結果、同志たちを集めて密かに結成した宇宙軍隊。無人で稼動する機動戦艦を大量に製造して地球への武力侵攻を目論む。アンゴルモアに洗脳された数名の人員以外は全てロボットで構成されている。
しかし、銀河漂流船団の宇宙少年騎士団との戦闘の末、ドラえもんやのび太によって、無人機動戦艦を操るアンテナを機能不全に追い込まれたためにほとんどの戦力を失い、リーベルトを操っていたアンゴルモアも倒された結果、事実上壊滅した。
ユグドの樹
ガイア内部の唯一自然が存在する「聖域」と呼ばれる場所に聳える大樹。元々は生物の死に絶えたラグナ星に唯一残っていた苗木であり、脱出時に一人の少年に発見され、船に持ち込まれて大切に育てられた。現在ではユグドラシルの如く巨大な樹となり、船団では神、あるいは指導者として崇められている。マズーラが「この樹から色々なことを学んできた」と言う通り不思議な力を宿しており、劇中では亡くなったリアンの母の魂を一時的に呼び戻すと言う奇跡を起こしている。
神樹の実
ユグドの樹の実であり、コンペイトウのような形をしている。持ち主を危険から守ってくれるとされ、宇宙少年騎士団に一つずつ授けられる。単なるお守りではなく本当に持ち主を危険から守る力があり、作中では眩惑の星でのび太を幻覚から覚まし、モアに洗脳されそうになったリアンを正気に戻すなど、効力を発揮している。

## スタッフ
| 原作                    | 藤子・F・不二雄 |
| 脚本                    | 岸間信明 |
| 作画監督                | 富永貞義 |
| 原作作画                | 萩原伸一（藤子プロ） |
| 美術設定                | 沼井信朗 |
| 美術監督                | 森元茂 |
| 撮影監督                | 梅田俊之 |
| 編集                    | 岡安肇 小島俊彦 中葉由美子 村井秀明 川崎晃洋 三宅圭貴 |
| 録音監督                | 浦上靖夫 |
| 音楽・作曲              | 大江千里 堀井勝美 |
| 音響制作                | サイバーアーク |
| 音楽制作協力            | クロスカンパニー |
| 効果                    | 庄司雅弘 |
| プロデューサー          | 山田俊秀 木村純一 梶淳 |
| 監督                    | 芝山努 |
| 演出                    | 善聡一郎 パクキョンスン |
| メカニカルデザイン      | 宮武一貴 |
| デザイン協力            | スタジオぬえ |
| 作画監督補佐            | 若松孝思 |
| 動画検査                | 原鐵夫 江野沢由美 |
| 色彩設計                | 松谷早苗 稲村智子 |
| 仕上担当                | 野中幸子 |
| 特殊効果                | 土井通明 |
| 原画                    | 小野隆哉 神村幸子 大武正枝 谷口七菜 橋本かつみ 柴田和子 飯山嘉昌 斎藤文康 北之原孝将 米田光良 篠原真紀子 木場田実 笹井昌治 高橋博行 上宇都辰夫 須貝恵美 河合静男 大久保修 小泉謙三 窪田正史 西村博之 篠原真紀子 |
| 動画                    | 村山健治 中峰ちとせ 端由美子 中野恵美 真船涼子 田中美登里 栗田智代 堂園小愛 森沙智香 岡田和子 伊藤律子 山下宗幸 佐々木綾子 佐藤恭子 甲斐剛範 田中立子 岸野美智 遠藤弘二 東和代 田代たか子 国島裕子 藤本真弓 松野真由美 |
| 仕上                    | 高木理恵 下浦亜弓 深山聡 出口圭子 上羽あつ乃 八尾裕美 山下照美 関留のぶえ 山森愛弓 妹背清江 大野真子 沢井里美 三津山紀久美 高林和香奈 小浦千代美 籠手田一美 宮原奈緒子 吉田陽子 菅原はつみ 笛吹康二 金澤留美子 あかほりくみこ 土屋透治 田村智美 中島敦子 金澤美和 須川恵 大場昭子                                                                                |
| 基本設定                | 川本征平 |
| 背景                    | 岡次郎 磯淵千歌 高橋邦江 滝口比呂志 有田啓 関富美恵 清水敏幸 |
| 撮影                    | 大矢創太 松澤秀子 谷口久美子 市川智 柳川美紀子 手塚智鶴子 佐藤敬子 秋田谷典昭 |
| OPコンテ・演出 作画監督 | 藤森雅也 |
| 原画                    | 船越英之 高野登 |
| デジタル合成            | 堤規至 末弘孝史 |
| 録音スタジオ            | APUスタジオ |
| ミキサー                | 内山敬章 |
| アシスタントミキサー    | 田中章喜 山本寿 田口信孝 佐久間文利 大城久典 |
| 効果助手                | 北方将実 |
| 音響制作                | オーディオ・プランニング・ユー |
| 音響デスク              | 小澤恵 藤井奈津子 |
| デジタル光学録音        | 西尾昇 |
|                         | ドルビーデジタル 一部上映館を除く |
| 技術協力                | 森幹生 コンチネンタル ファーイースト株式会社 |
| タイトル                | 道川昭 |
| 現像                    | 東京現像所 |
| 連載                    | コロコロコミック |
| 掲載                    | 小学館の学習雑誌 マミィ ベビーブック めばえ 幼稚園 学習幼稚園 てれびくん 小学一年生 小学二年生 小学三年生 小学四年生 小学五年生 小学六年生 別冊コロコロコミック |
| 協力                    | オーディオ・プランニング・ユー アトリエ・ローク フィズサウンドクリエイション 旭プロダクション 岡安プロモーション トミ・プロダクション 京都アニメーション 夢弦館 スタジオタージ 菁画舎 虫プロダクション マッドハウス 亜細亜堂 プロダクションIG スタジオ・ロード マキプロダクション スタジオメイツ ラジカルパーティ 上海フロンティア じゃんぐるじむ アニメフィルム |
| AMB映画部               | 福吉健 山川秀樹 |
| 文芸                    | 滝原弥生 |
| 制作事務                | 杉野友紀 牧野智恵子 |
| 制作進行                | 廣川浩二 吉田成彦 戸塚有紀 吉田有希 八田陽子 大橋永晴 村元克彦 上野弘泰 |
| 制作デスク              | 馬渕吉喜 別紙直樹 |
| 制作担当                | 小倉久美 大澤正享 |
| 制作協力                | 藤子プロ ASATSU-DK |
| 制作                    | シンエイ動画 小学館 テレビ朝日 |
|                         | ©藤子プロ・小学館・テレビ朝日 1999 |

## 主題歌
オープニングテーマ「ドラえもんのうた」
作詞 - 楠部工 / 編曲·作曲 - 菊池俊輔 / 歌 - 山野さと子（日本コロムビア）
エンディングテーマ「季節がいく時」
作詞・作曲 - 伊秩弘将 / 編曲 - 水島康貴 / 歌 - SPEED（トイズファクトリー）
エンドロールの背景には『のび太の恐竜』から本作までの映画20作品のイメージアートが公開年と共に表示される。
その他の曲「ポケットの中に」
作詞：武田鉄矢 / 作曲：菊池俊輔 / 歌 - ドラえもん、のび太、ジャイアン、スネ夫、しずか
劇中でドラえもん達が口ずさんでいた曲。